# 聖貝內迪克托島
19°18′16″N 110°48′52″W / 19.30444°N 110.81444°W
聖貝內迪克托島是墨西哥的島嶼，位於太平洋海域，屬於雷維利亞希赫多群島的一部分，長4.8公里、寬2.4公里，面積6.12平方公里，最高點海拔高度332米，島上無人居住。

## 外部連結
- Scuba Diving at San Benedicto Island
- Youngstown (Ohio) Vindicator report on San Benedicto Island eruption 9/21/1952 （页面存档备份，存于）